# Zespół krótkie żebro-polidaktylia
Zespoły krótkie żebro-polidaktylia (ang. short rib polydactyly syndromes, SRPS) – grupa zespołów wad wrodzonych należących do letalnych dysplazji kostnych, których wspólną cechą jest hipoplazja klatki piersiowej, polidaktylia i skrócenie kości długich. Opisano kilka typów tego zespołu:
- typ I (Saldino-Noonan)[1] (OMIM#613091)
- typ II (zespół Majewskiego)[2] (OMIM#263520)
- typ III (Vermy-Naumoffa)[3][4] (OMIM#613091)
- typ IV (Beemera-Langera)[5] (OMIM%269860).

Zespoły te są na tyle rzadkie, że nie określono ich częstości w populacji; jest ona bardzo niska. Nie stwierdzono różnicy w częstości tych chorób u noworodków płci żeńskiej i męskiej. Udowodniono dziedziczenie autosomalne recesywne zespołów grupy SRPS.